# Elapsoidea laticincta
Elapsoidea laticincta là một loài rắn trong họ Rắn hổ. Loài này được Werner mô tả khoa học đầu tiên năm 1919.